# アン・ハミルトン (第2代ラグラン女伯爵)
第2代ラグラン女伯爵アン・ハミルトン（英語: Anne Hamilton, 2nd Countess of Ruglen、1698年4月5日 – 1748年4月21日）は、スコットランド貴族。

## 生涯
初代ラグラン伯爵ジョン・ハミルトンと1人目の妻アン・カセルス（Anne Cassilis、第7代カセルス伯爵ジョン・ケネディの娘）の長女として、1698年4月5日に生まれた。
第2代マーチ伯爵ウィリアム・ダグラス（1731年3月7日没）と結婚、1男をもうけた。
- ウィリアム（1724年 – 1810年） - 第3代マーチ伯爵、第3代ラグラン伯爵、第4代クイーンズベリー公爵

1744年12月3日に父が死去すると、ラグラン女伯爵の爵位を継承した。
1747年1月、スコットランド陸軍支払長官アンソニー・ソーヤー（Anthony Sawyer）と再婚したが、2人の間に子供はいなかった。
1748年4月21日にヨークで死去、息子ウィリアムが爵位を継承した。